# 弗羅利
52°11′30″N 32°57′1″E / 52.19167°N 32.95028°E
弗羅利（烏克蘭語：Фроли），是烏克蘭北部的村莊，隸屬切爾尼希夫州的諾夫霍羅德-錫韋爾斯基區。該村面積0.1平方公里，海拔高度169米，2001年人口15，人口密度每平方公里150人。